# Anopheles punctipennis
Anopheles punctipennis este o specie de țânțari din genul Anopheles. A fost descrisă pentru prima dată de Thomas Say în anul 1823. Conform Catalogue of Life specia Anopheles punctipennis nu are subspecii cunoscute.